# Terrapene ornata
La tartaruga scatola occidentale (Terrapene ornata (Agassiz, 1857)) è una tartaruga della famiglia degli emididi.

## Descrizione
T. ornata ha un guscio che è meno curvo rispetto a quelli di altre specie di tartaruga, sembra essere leggermente appiattito. La loro colorazione è di solito nero o marrone scuro con bande gialle. T. o. luteola tende ad avere più bande di T. o. ornata.

## Tassonomia
Ci sono due sottospecie :

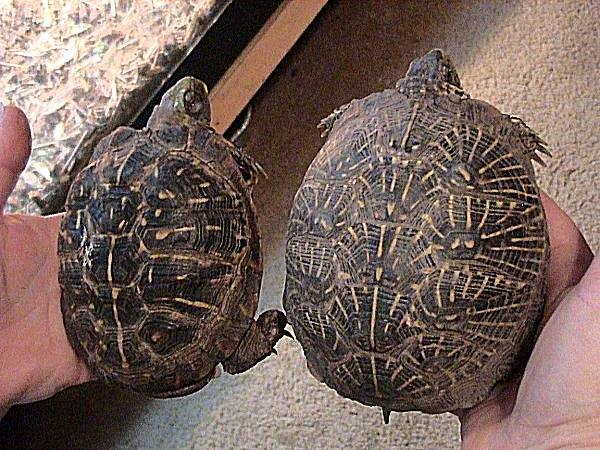
Confronto tra le sottospecie T. o. ornata e T. o. luteola.

- T. o. ornata (Agassiz, 1857) – tartaruga scatola ornata
- T. o. luteola Smith & Ramsey, 1952 – tartaruga scatola del deserto

## Distribuzione e habitat
T. ornata ornata è diffusa nel centro degli Stati Uniti (Indiana, Texas e Louisiana). T. o. luteola si trova nel Texas occidentale, Nuovo Messico, Arizona e nelle zone settentrionali del Messico.